# Géraldine Zivic
Géraldine Zivic Brex (Buenos Aires, Argentina, 7 de diciembre de 1975) es una actriz, modelo y presentadora de televisión argentina, nacionalizada colombiana, de ascendencia serbia. Es conocida principalmente por su actuación en distintas telenovelas en la Televisión colombiana.

## Biografía
Zivić nació en Buenos Aires, Argentina y vivió por 30 años en Colombia, país del cual recibió la nacionalidad en 1998.

## Vida personal
Estuvo casada con el libretista Mauricio Navas, con quien tiene un hijo. Después de su divorcio, la actriz estuvo relacionada con el actor Julián Román.
Está casada con el actor chileno, también nacionalizado colombiano, Gonzalo Vivanco, con quien reside en la ciudad de Orlando, Florida (Estados Unidos). La pareja contrajo matrimonio en 2011 bajo el rito de la cienciología.

## Filmografía

### Televisión
| Año       | Título                                | Personaje                                      |
| --------- | ------------------------------------- | ---------------------------------------------- |
| 1992-1993 | Pasiones secretas                     | Teresa Giraldo                                 |
| 1994      | Montaña rusa                          | Yamila                                         |
| 1995      | Eternamente Manuela                   | Laura Montero                                  |
| 1995-1996 | Leche                                 | Débora Dora                                    |
| 1996      | Otra en mí                            | Liliana Castillo / Valentina Uribe Mondragón   |
| 1997-1998 | La mujer en el espejo                 | Mariana Ferrer / Ana Soler                     |
| 1998      | La sombra del arco iris               | Isabel Anzola                                  |
| 2002-2003 | La lectora                            | Jazmín Ruiz                                    |
| 2003-2004 | La costeña y el cachaco               | Maria Elvira de Narváez                        |
| 2003-2004 | Punto de giro                         | Brenda Castillo                                |
| 2005-2006 | Los Reyes                             | Natalia Bernal                                 |
| 2007      | Amas de casa desesperadas             | Lina Yepes de Aguilar                          |
| 2007      | Mujeres asesinas                      | Ana María "Ep12: Ana María, la heredera"       |
| 2007      | Mujeres asesinas                      | Nelly "Ep18: Blanca, la operaria"              |
| 2007      | Tiempo final                          | Florencia "Flor" Gallardo "Ep19: El Autógrafo" |
| 2007      | Sin retorno                           | Patricia "Ep13: La venganza de Sofía"          |
| 2007      | Sin retorno                           | Laura Maidana "Ep15: La deuda"                 |
| 2008-2009 | El último matrimonio feliz            | Catalina Lafourie                              |
| 2008-2009 | Aquí no hay quien viva                | Beatriz Vallejo "Bea"                          |
| 2009-2010 | Niños ricos, pobres padres            | Mónica San Miguel                              |
| 2010-2011 | El clon                               | Cristina Miranda                               |
| 2011-2012 | Flor salvaje                          | Mina                                           |
| 2014      | Dr. Mata                              | Cecilia "La Mona" Arias                        |
| 2015      | ¿Quién mató a Patricia Soler?         | Patricia Soler Altamira de Cervantes           |
| 2016-2017 | 2091                                  | Doctora Yun                                    |
| 2016-2017 | La ley del corazón                    | Victoria Sáenz de Morales                      |
| 2018      | Garzón vive                           | María José "Majo" Santamaría de Saénz          |
| 2019      | Decisiones: Unos ganan. otros pierden | Elsa Espineta "Ep22: Tikete one way"           |
| 2020-2025 | La venganza de Analía                 | Rosario Castiblanco de Mejía                   |
| 2021-2022 | La nieta elegida                      | María Consuelo Roldán                          |
| 2024      | La casa de los famosos Colombia       | Ella misma (Invitada especial)                 |
| 2024      | La sustituta                          | Victoria Ulloa de Urquijo                      |

## Cine
| Año  | Título                    | Personaje        |
| ---- | ------------------------- | ---------------- |
| 2019 | Me llevarás en ti         | Isolda Prunzisky |
| 2019 | Perseguida                | Nicole Franco    |
| 2008 | Una anomalía perfecta     | Karen            |
| 1996 | Ilona llega con la lluvia | Dilcia           |

## Presentadora
- Protagonistas de Nuestra Tele (2010)
- Presentadora Concurso Elite Models (1998)
- Panorama (1995)
- Gente Corrida (1994

## Modelaje
- Óscar de la renta
- Silvia Tcherassi
- Pinel
- Touche
- Leonisa
- Postobón
- Jabón Carey
- Samsung
- Productos Familia
- Kia Motors

## Premios y nominaciones
Premios TVyNovelas
| Año  | Categoría                             | Telenovela o Serie | Resultado |
| ---- | ------------------------------------- | ------------------ | --------- |
| 2011 | Mejor Actriz Antagónica de Telenovela | El Clon            | Nominada  |
| 1997 | Mejor Actriz Protagónica de Serie     | Otra en mí         | Ganadora  |

Premios India Catalina
| Año  | Categoría                                     | Telenovela o Serie | Resultado |
| ---- | --------------------------------------------- | ------------------ | --------- |
| 2015 | Mejor actriz antagónica de telenovela o serie | Dr. Mata           | Nominada  |
| 1997 | Mejor actriz principal                        | Otra en mí         | Nominada  |

Otros premios
- Premio Mara de Oro de Venezuela como Mejor Actriz Antagónica por La costeña y el cachaco (2004).

Nominaciones
- Nominación al premio Media España como Mejor Actriz Protagónica por Otra en mí (1997).
- Nominada a los Premios ACPE como Mejor Actriz Protagónica por Otra en mí (1998).
- Nominada a Premio Simón Bolívar como Mejor Actriz Protagónica por Otra en mí (1999).